# Scutisorex
Scutisorex es un género de musarañas de la familia Soricidae. Es originario del África subsahariana.

## Especies
Se reconocen las siguientes especies:
- Scutisorex somereni
- Scutisorex thori